# Kvarteret Duvan

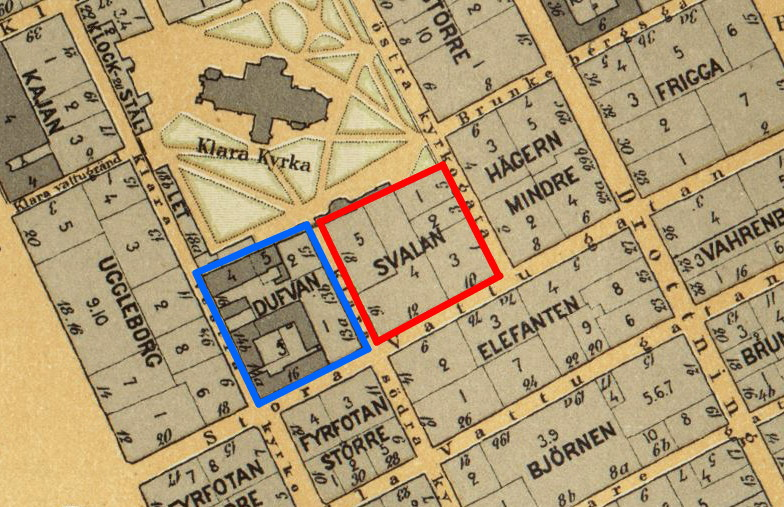
Kvarteret Duvan (blått) och Svalan (rött) 1899.

Duvan är namnet på ett kvarter på södra Norrmalm i centrala Stockholm. Kvarteret ändrade storlek i samband med Norrmalmsregleringen och omges numera av Klara södra kyrkogata i norr och öster samt av Vattugatan i söder och Klara västra kyrkogata i väster. På medeltiden låg här Klara kloster och mellan 1912 och 1964 upptogs hela kvarteret av Klara folkskola. Nuvarande kontorshuset på fastigheten Duvan 6 uppfördes mellan 1974 och 1981.

## Historik

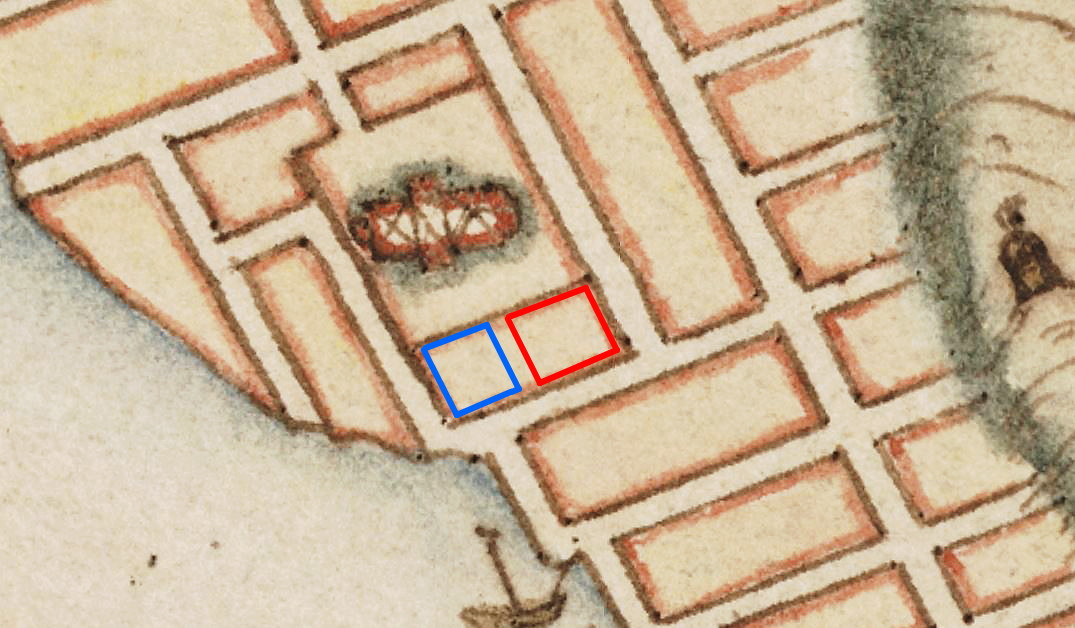
Läget för Duvan och Svalan 1642.

Stockholmskartan från 1642 redovisar Duvan och Svalan som ett enda sammanhängande kvarter direkt söder om Klara kyrkas kyrkogård. På 1680-talet drogs Södre Kiörckegatan (nuvarande Klara södra kyrkogata) fram till kyrkogården och delade kvarteret i Duvan (i väster) och Svalan (i öster). Quarteret Dufwan (nr 23) omnämns på Petrus Tillaeus karta från 1733. I grannskapet låg ”fågelkvarteren” Swalan, Kajan och Hägern d. mindre samt Hägern d. större vilka utgör ett tidigt exempel för kategorinamn. Av dem existerar idag utöver Duvan bara kvarteret Svalan och Hägern större och mindre. 
Ursprungligen bestod kvarteret Duvan av fem fastigheter (1, 2, 3, 4 och 5) som slogs ihop till ett enda kvarter när Klara folkskola uppfördes 1908-1912. I samband med Norrmalmsregleringen försvann flera historiska kvartersnamn från Stockholms kartor. Några blev en del av jättekvarteret Beridarebanan som omfattade stora delar av Nedre Norrmalm och några slogs samman med kvarteret Blåmannen. Till de senare hörde Svalan och Duvan som dock på 1990-talet fick sina gamla kvartersbeteckningar tillbaka. Idag upptas hela kvarteret av en enda fastighet: Duvan 6.

## Kvarterets läge och bebyggelse

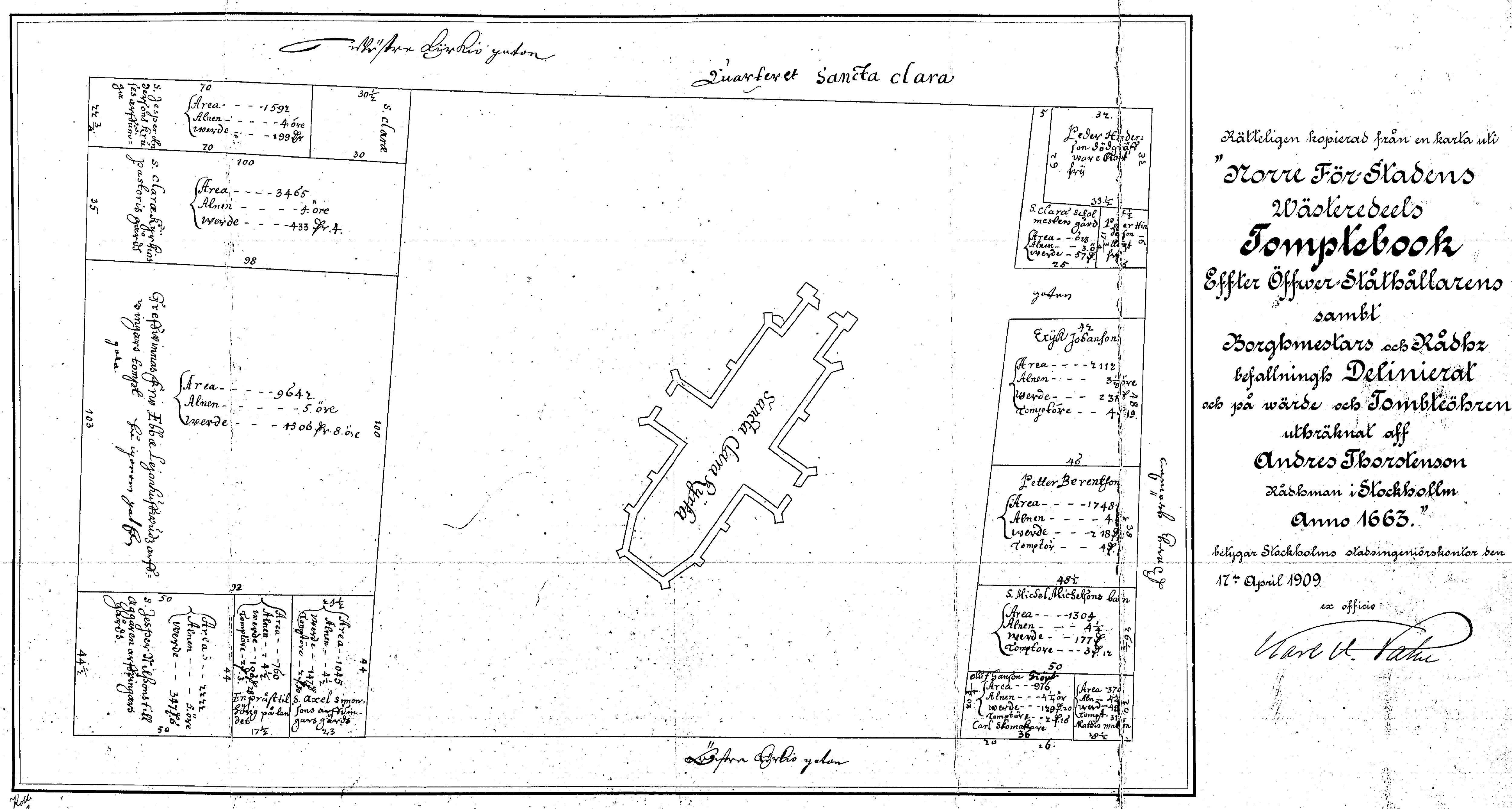
Tomtboken från 1663 (norr är till höger).

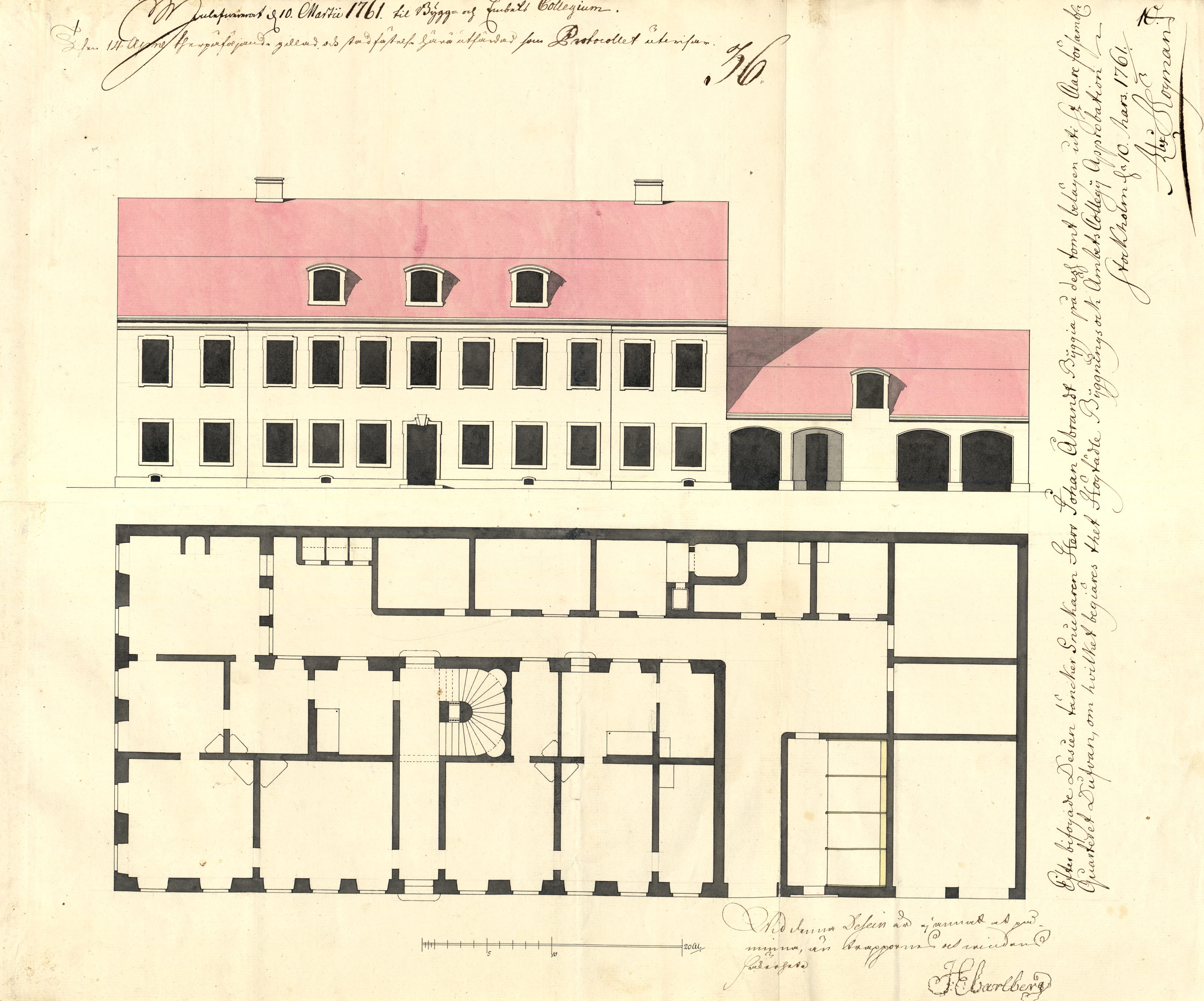
Nybyggnad Johan Åbrandt, 1761.

Kvarteret sträckte sig ursprungligen mellan dåvarande Stora Vattugatan och ända upp till Klara kyrkas kyrkogård. Enligt tomtboken från 1663 var ägare bland andra Jesper Andersson Cruus arvingar, Klara kyrka med kyrkans prästgård, och grevinnan Ebba Mauritzdotter Leijonhufvuds arvingar som innehade tomtens större mellersta del. På tomtkartan från 1739 uppges bland annat Klara kyrka som ägare för kvarterets västra del och ”cancellisten” Johan Gustaf Twist, adlad Lagertwist (1677-1751) för den större östra delen.
I kvarterets sydvästra del (dåvarande Duvan 3) låg Klara kyrka prästgård som bestod av flera byggnader från 1700-talet. I kvarterets östra del (dåvarande Duvan 1 och 2) mot Klara södra kyrkogata lät 1761 snickaren Johan Åbrandt bygga ett bostadshus med stall som uppfördes av murmästaren Alexander Högman. Huset byggdes om och höjdes med två våningar 1854 då det ägdes av häradshövdingen Per Öhnell. 1836 lät Klara församling bygga Fattig-Flickskolan som bestod av två våningar med en arbetssal i bottenvåningen och skolsalen i övervåningen. År 1902 uppfördes bokbindaren Alfred Lundins bokbinderi vid Klara södra kyrkogata 15 i dåvarande Duvan 2. Arkitekt var Erik Eklundh. 
Allt revs när Klara folkskola började uppföras 1908. Vid schaktarbeten påträffades källarvalv som tros härröra från Klara kloster och mänskliga kvarlevor i form av tio fullständiga skelett och 15 till 20 ofullständiga, totalt hittade man rester efter 100–125 individer. Bland övriga fynden märks lerskärvor, kakelbitar, glasbitar, en mässingskedja och en cirka åtta centimeter hög urna av brun glaserad lera. Till fynden hörde även taktegel och ett skadat kapitäl av marmor. Dessutom fann man rester efter träkol, bränt murbruk och brända ben.
På 1950-talet förvandlades en del av Klara folkskolans skolgård till bilparkeringen P-Klara med en IC-Snabbtank bensinstation. Efter sommarlovet 1964 lades skolverksamheten ner och byggnaden revs. Samtidigt breddades både Vattugatan och Klara västra kyrkogata. Klara södra kyrkogata fick också en ny sträckning norr om kvarteret och en del av Duvans kvartersmark överfördes till gatumark. 

### Historiska bilder

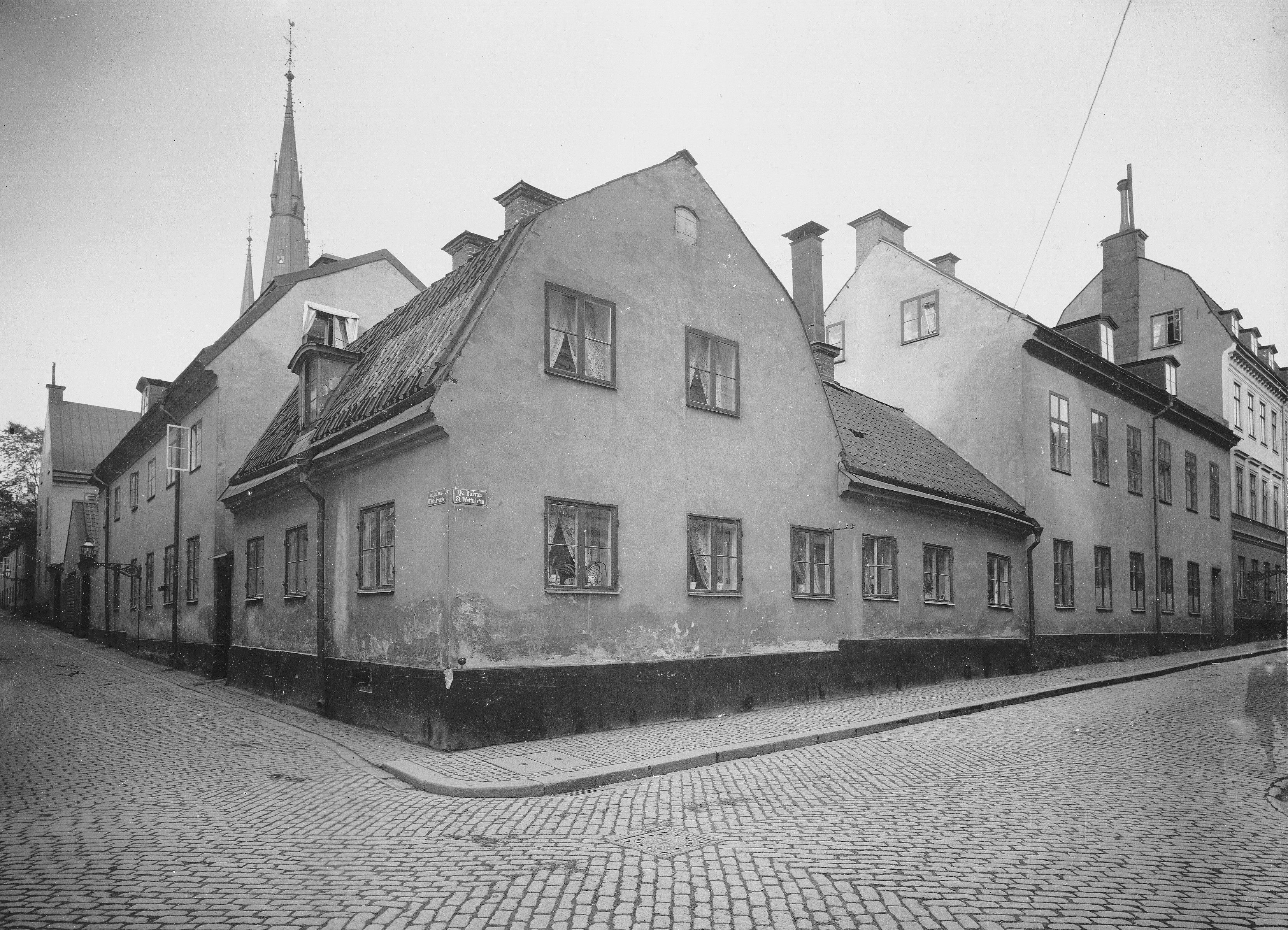
Klara prästgård sedd från Stora Vattugatan / Klara västra kyrkogata, 1906.
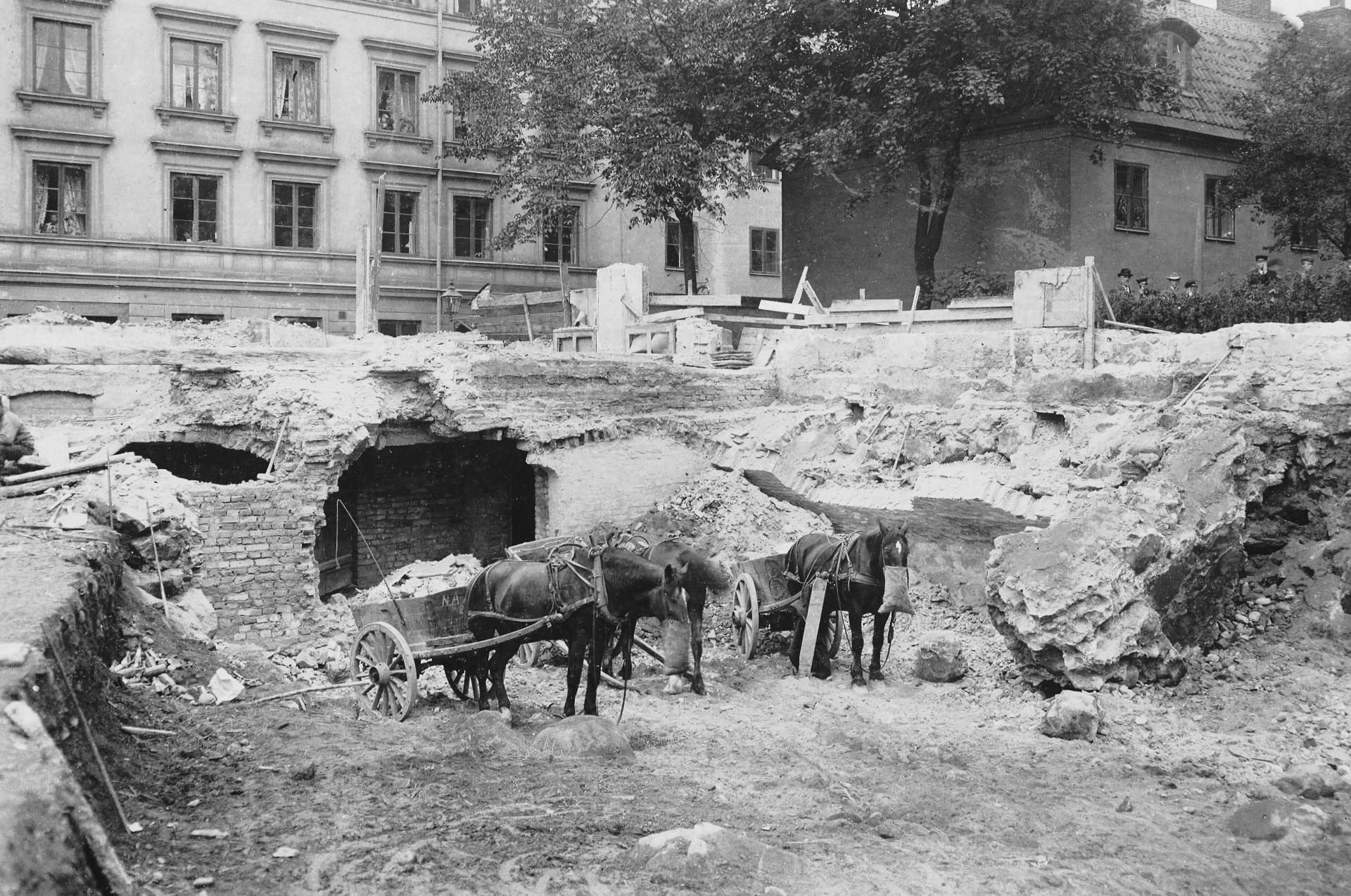
Klara klosters källarvalv kommer fram vid schaktarbeten 1906.
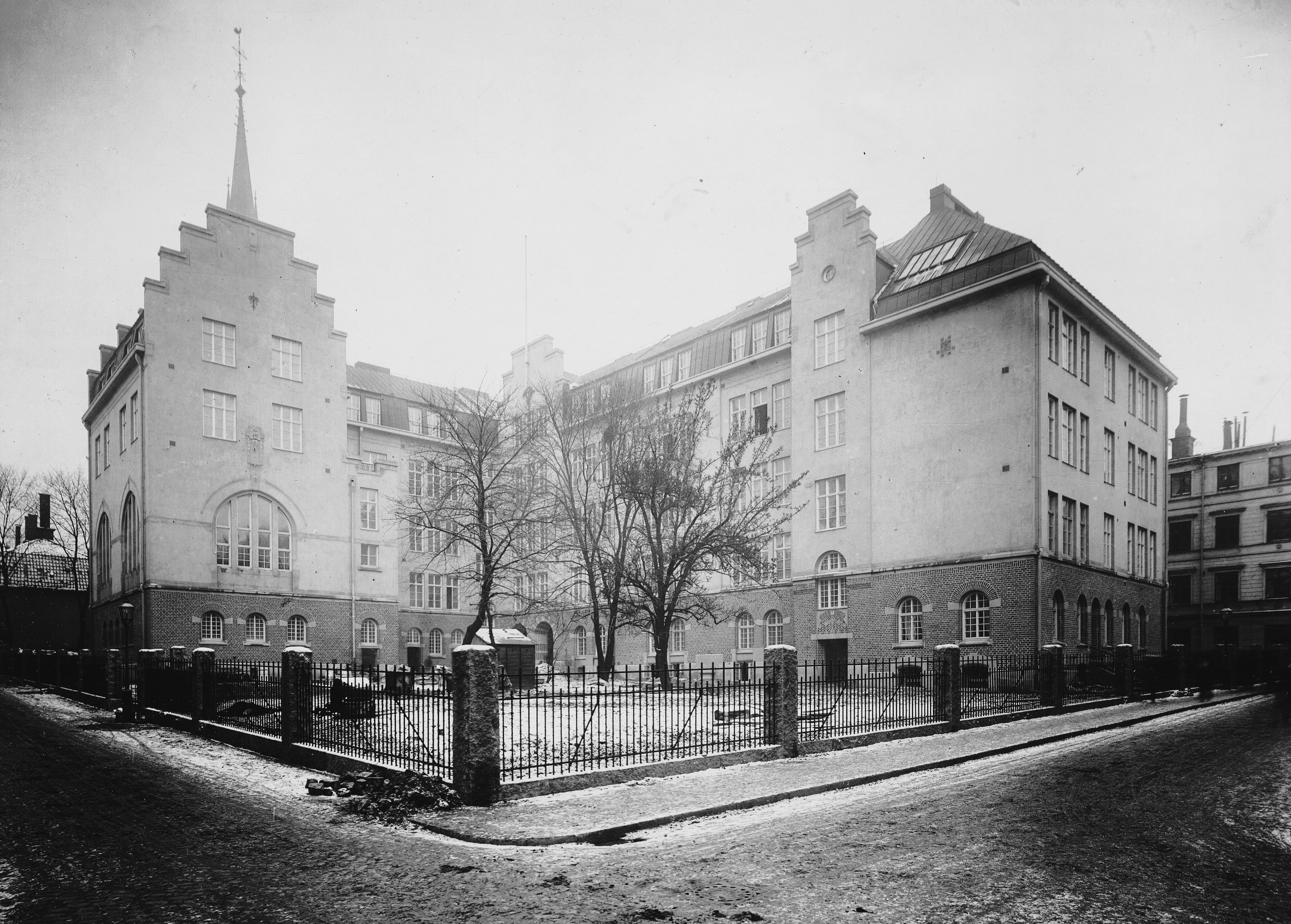
Klara Folkskola efter invigning 1912.
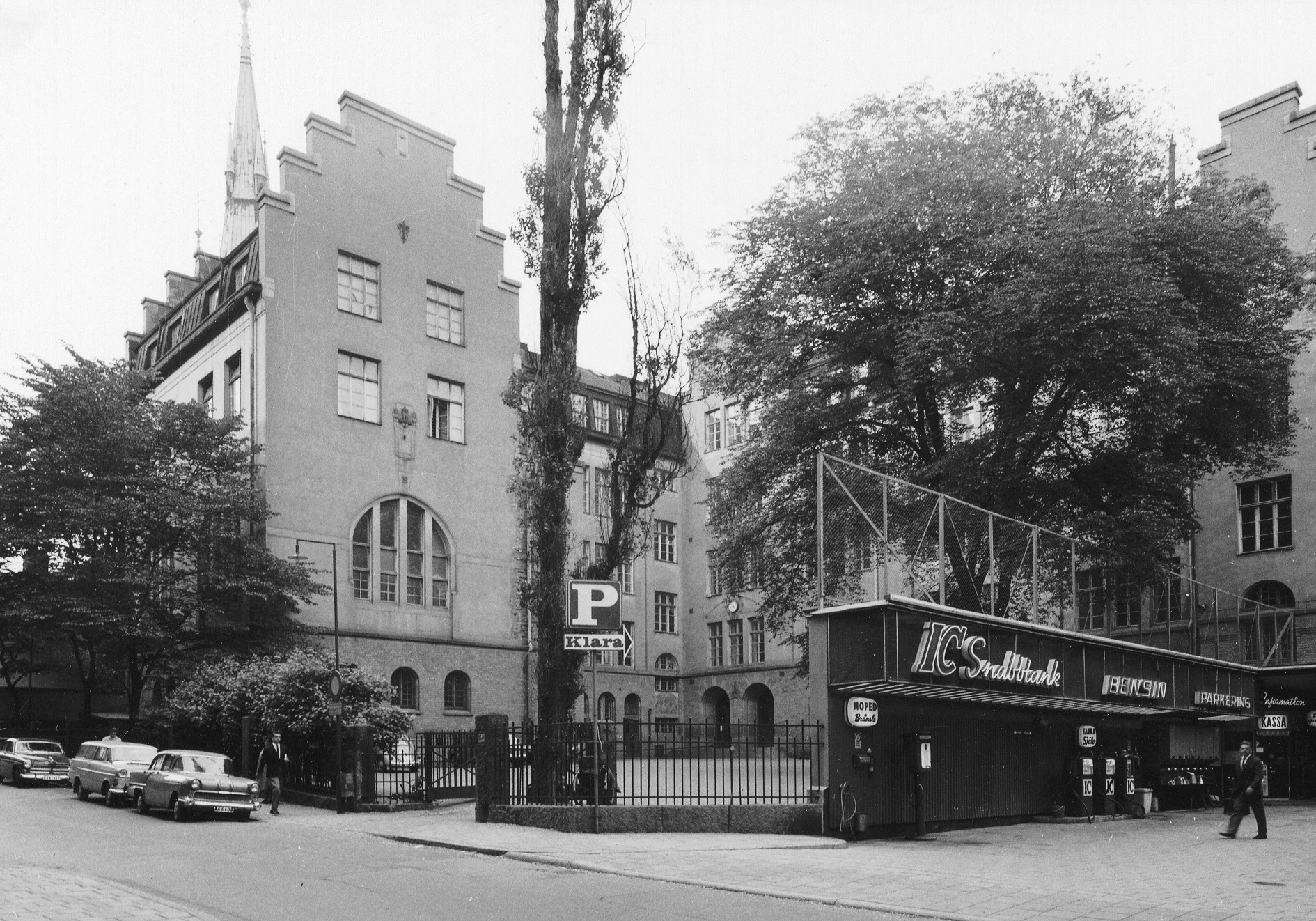
Klara folkskola kort före rivningen 1964.
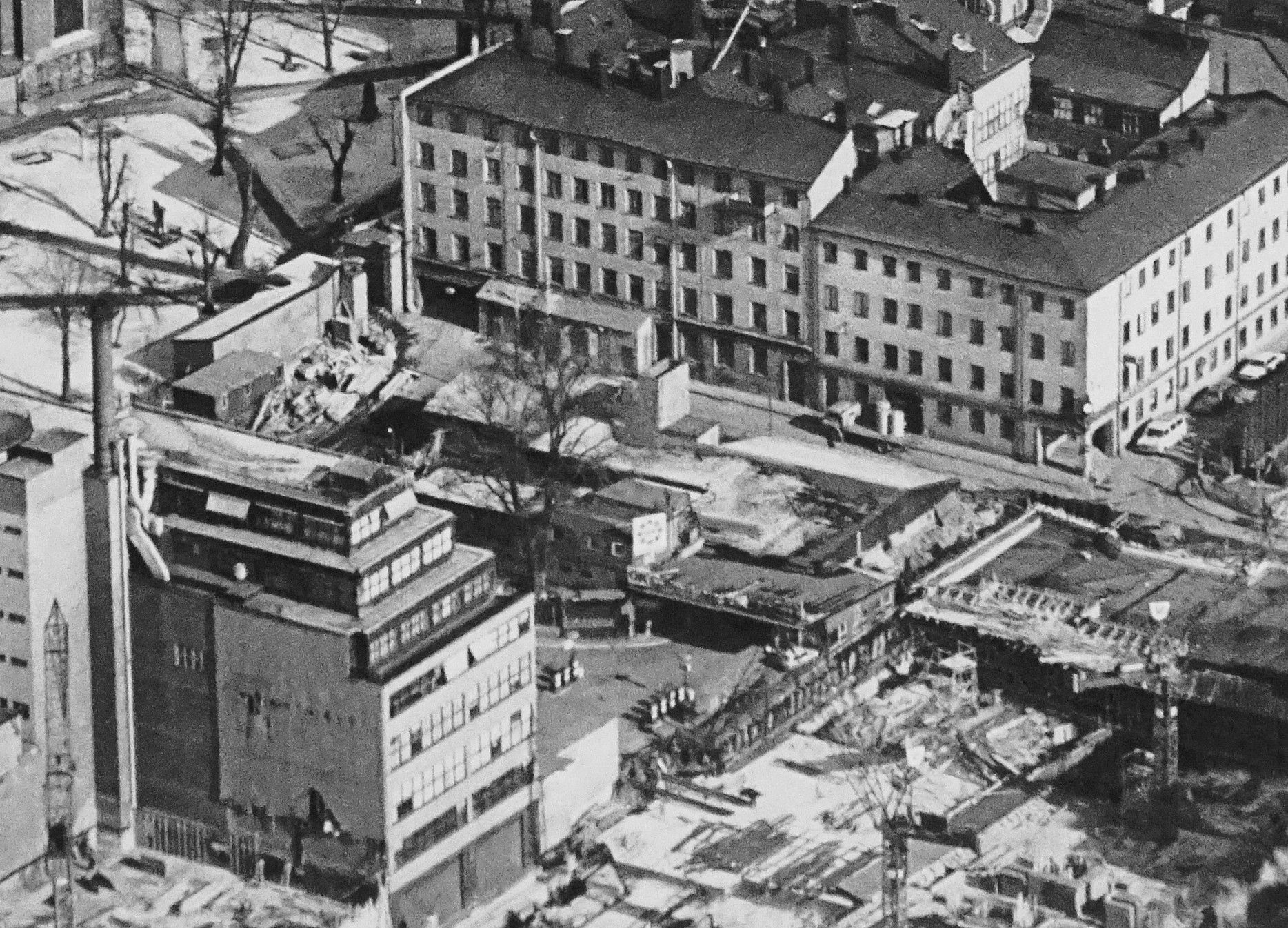
Rivningstomten 1968, kvarteret Svalan i bakgrunden.

### Duvan 6

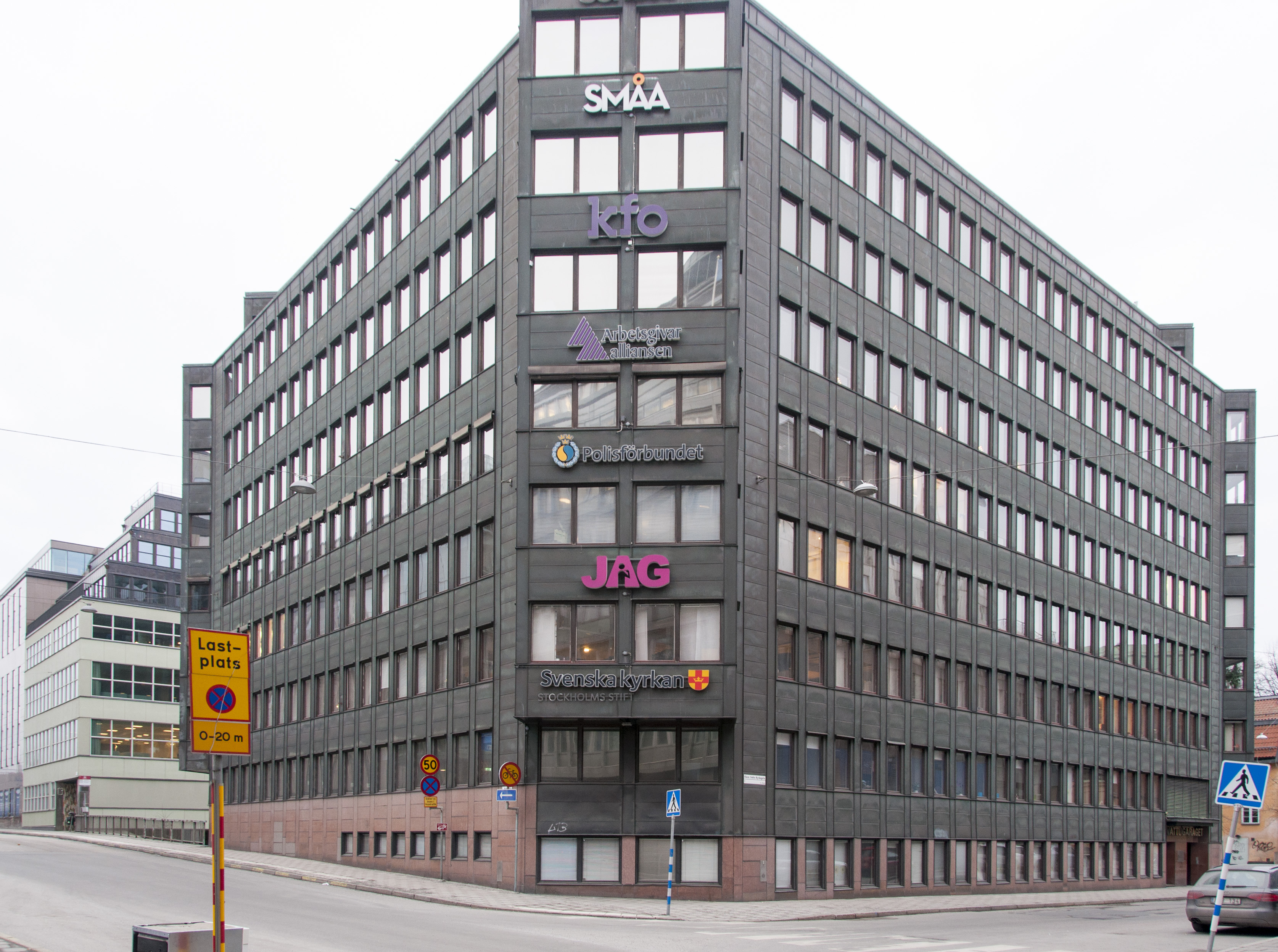
Duvan 6 Copper Building, 2018.

Tomten förblev obebyggd, bortsedd från en bensinstation och nyttjades även som parkeringsplats fram till 1974, därefter uppfördes nuvarande kontorshus ritat av Malmquist & Skoogh och konstruerat av Harald Elman Ingenjörsbyrå. Byggnaden karaktäriseras av sin slutna, kubiska volym och sina gedigna kopparfasader som gav upphov till smeknamnet Copper Building. Byggnadens fyra hörn är snedskurna, även i takvåning. Entrén ligger på den norra fasaden, vid Klara södra kyrkogata nummer 1. 
År 2017 förvärvade KPA Pension Duvan 6 från fastighetsbolaget Mengus. Tidigare ägare var Fabege (fram till 2014), Whitehall (fram till 2006) och Drott (fram till 2003).  Till större hyresgäster hör för närvarande (2020) Arbetsgivarföreningen KFO, Polisförbundet, Småa och Svenska kyrkan. Byggnaden är grönmärkt av Stadsmuseet i Stockholm vilket innebär att den ”representerar ett högt kulturhistoriskt värde och är särskilt värdefull från historisk, kulturhistorisk, miljömässig eller konstnärlig synpunkt”.